# Parbhani
Parbhani es una ciudad y  municipio situada en el distrito de Parbhani en el estado de Maharashtra (India). Su población es de 307170 habitantes (2011). Se encuentra a 491km de Bombay. Es el centro administrativo del distrito.

## Demografía
Según el censo de 2011 la población de Parbhani era de 307170 habitantes, de los cuales 156520 eran hombres y 150650 eran mujeres. Parbhani tiene una tasa media de alfabetización del 81,62%, inferior a la media estatal del 82,34%: la alfabetización masculina es del 87,08%, y la alfabetización femenina del 76%.

## Clima
| Parámetros climáticos promedio de Parbhani (1981–2010, extremes 1944–2012) | Parámetros climáticos promedio de Parbhani (1981–2010, extremes 1944–2012) | Parámetros climáticos promedio de Parbhani (1981–2010, extremes 1944–2012) | Parámetros climáticos promedio de Parbhani (1981–2010, extremes 1944–2012) | Parámetros climáticos promedio de Parbhani (1981–2010, extremes 1944–2012) | Parámetros climáticos promedio de Parbhani (1981–2010, extremes 1944–2012) | Parámetros climáticos promedio de Parbhani (1981–2010, extremes 1944–2012) | Parámetros climáticos promedio de Parbhani (1981–2010, extremes 1944–2012) | Parámetros climáticos promedio de Parbhani (1981–2010, extremes 1944–2012) | Parámetros climáticos promedio de Parbhani (1981–2010, extremes 1944–2012) | Parámetros climáticos promedio de Parbhani (1981–2010, extremes 1944–2012) | Parámetros climáticos promedio de Parbhani (1981–2010, extremes 1944–2012) | Parámetros climáticos promedio de Parbhani (1981–2010, extremes 1944–2012) | Parámetros climáticos promedio de Parbhani (1981–2010, extremes 1944–2012) |
| Mes                                                                        | Ene.                                                                       | Feb.                                                                       | Mar.                                                                       | Abr.                                                                       | May.                                                                       | Jun.                                                                       | Jul.                                                                       | Ago.                                                                       | Sep.                                                                       | Oct.                                                                       | Nov.                                                                       | Dic.                                                                       | Anual                                                                      |
| -------------------------------------------------------------------------- | -------------------------------------------------------------------------- | -------------------------------------------------------------------------- | -------------------------------------------------------------------------- | -------------------------------------------------------------------------- | -------------------------------------------------------------------------- | -------------------------------------------------------------------------- | -------------------------------------------------------------------------- | -------------------------------------------------------------------------- | -------------------------------------------------------------------------- | -------------------------------------------------------------------------- | -------------------------------------------------------------------------- | -------------------------------------------------------------------------- | -------------------------------------------------------------------------- |
| Temp. máx. abs. (°C)                                                       | 38.0                                                                       | 39.8                                                                       | 42.5                                                                       | 45.0                                                                       | 46.6                                                                       | 45.9                                                                       | 39.1                                                                       | 36.7                                                                       | 37.9                                                                       | 37.7                                                                       | 36.5                                                                       | 36.0                                                                       | 46.6                                                                       |
| Temp. máx. media (°C)                                                      | 30.0                                                                       | 33.0                                                                       | 37.1                                                                       | 40.3                                                                       | 41.6                                                                       | 36.5                                                                       | 31.8                                                                       | 30.5                                                                       | 31.9                                                                       | 32.5                                                                       | 30.8                                                                       | 29.5                                                                       | 33.8                                                                       |
| Temp. mín. media (°C)                                                      | 14.2                                                                       | 16.3                                                                       | 20.2                                                                       | 24.0                                                                       | 26.5                                                                       | 24.9                                                                       | 23.3                                                                       | 22.7                                                                       | 22.6                                                                       | 20.0                                                                       | 16.4                                                                       | 13.5                                                                       | 20.4                                                                       |
| Temp. mín. abs. (°C)                                                       | 4.4                                                                        | 6.1                                                                        | 11.6                                                                       | 16.6                                                                       | 18.8                                                                       | 18.7                                                                       | 13.6                                                                       | 19.4                                                                       | 15.2                                                                       | 10.0                                                                       | 8.3                                                                        | 4.8                                                                        | 4.4                                                                        |
| Lluvias (mm)                                                               | 8.3                                                                        | 3.3                                                                        | 14.3                                                                       | 6.1                                                                        | 20.0                                                                       | 163.0                                                                      | 245.6                                                                      | 240.1                                                                      | 159.7                                                                      | 81.7                                                                       | 15.4                                                                       | 5.3                                                                        | 962.8                                                                      |
| Días de lluvias (≥ 1 mm)                                                   | 0.6                                                                        | 0.5                                                                        | 0.8                                                                        | 0.9                                                                        | 1.7                                                                        | 8.4                                                                        | 11.0                                                                       | 10.3                                                                       | 8.1                                                                        | 3.7                                                                        | 1.3                                                                        | 0.4                                                                        | 47.7                                                                       |
| Humedad relativa (%)                                                       | 38                                                                         | 29                                                                         | 24                                                                         | 21                                                                         | 23                                                                         | 48                                                                         | 65                                                                         | 69                                                                         | 66                                                                         | 53                                                                         | 48                                                                         | 44                                                                         | 44                                                                         |
| Fuente: India Meteorological Department                                    |                                                                            |                                                                            |                                                                            |                                                                            |                                                                            |                                                                            |                                                                            |                                                                            |                                                                            |                                                                            |                                                                            |                                                                            |                                                                            |